# Damian Gąska
Damian Gąska (ur. 24 listopada 1996 w Warszawie) – polski piłkarz, występujący na pozycji pomocnika.